# Lijst van steden met tramlijnen
Deze lijst van steden met tramlijnen brengt een wereldwijd overzicht van de steden met een bestaande of in aanbouw zijnde tramexploitatie. Waar mogelijk is aanvullende informatie gegeven over de spoorwijdte, de openingsdatum, het aantal voertuigen, de naam van het trambedrijf en de lengte van het net.

## Afrika

### Algerije
| Plaatsnaam     | Spoorwijdte | Opening    | Aantal voertuigen | Bedrijf | Lengte | Artikel             | Opmerkingen |
| -------------- | ----------- | ---------- | ----------------- | ------- | ------ | ------------------- | ----------- |
| Algiers        | 1435        | 08-05-2011 | 48                | SETRAM  | 23,2   |                     |             |
| Constantine    | 1435        | 04-07-2013 | 27                | SETRAM  | 18,3   |                     |             |
| Mostaganem     | 1435        | 18-02-2023 | 25                | SETRAM  | 14,2   | Tram van Mostaganem |             |
| Oran           | 1435        | 02-05-2013 | 30                | SETRAM  | 18,7   |                     |             |
| Ouargla        | 1435        | 20-03-2018 | 23                | SETRAM  | 9,7    |                     |             |
| Sétif          | 1435        | 08-05-2018 | 34                | SETRAM  | 22,4   |                     |             |
| Sidi-bel-Abbès | 1435        | 06-07-2017 | 30                | SETRAM  |        |                     |             |

### Egypte
| Plaatsnaam | Spoorwijdte | Opening    | Aantal voertuigen | Bedrijf                   | Lengte | Artikel             | Opmerkingen |
| ---------- | ----------- | ---------- | ----------------- | ------------------------- | ------ | ------------------- | ----------- |
| Alexandria | 1435        | 08-01-1863 |                   | APTA                      | 32     | Tram van Alexandrië |             |
| Heliopolis | 1000        |            |                   | Cairo Transport Authority |        |                     |             |
| Cairo      | 1000        |            |                   | Cairo Transport Authority |        |                     |             |
| Helwan     | 1000        |            |                   | Cairo Transport Authority |        |                     |             |
| Port Said  | 1000        |            |                   |                           |        |                     |             |

### Ethiopië
| Plaatsnaam  | Spoorwijdte | Opening    | Aantal voertuigen | Bedrijf                                            | Lengte | Artikel               | Opmerkingen |
| ----------- | ----------- | ---------- | ----------------- | -------------------------------------------------- | ------ | --------------------- | ----------- |
| Addis Abeba | 1435        | 20-09-2015 | 41                | Ethiopian Railway Corporation / Metro van Shenzhen | 31     | Metro van Addis Abeba |             |

### Marokko
| Plaatsnaam    | Spoorwijdte | Opening    | Aantal voertuigen | Bedrijf         | Lengte | Artikel             | Opmerkingen                                      |
| ------------- | ----------- | ---------- | ----------------- | --------------- | ------ | ------------------- | ------------------------------------------------ |
| Rabat en Salé | 1435        | 23-05-2011 | 22                | Veolia Transdev | 19 km  | Tram van Rabat      | Rijdt buiten het centrum als metro op vrije baan |
| Casablanca    | 1435        | 12-12-2012 | 74                | Casa Transport  | 50 km  | Tram van Casablanca | Rijdt binnen het centrum als metro op vrije baan |

### Tunesië
| Plaatsnaam | Spoorwijdte | Opening    | Aantal voertuigen | Bedrijf | Lengte | Artikel | Opmerkingen |
| ---------- | ----------- | ---------- | ----------------- | ------- | ------ | ------- | ----------- |
| Tunis      | 1435        | 15-09-1985 | 66                | Transtu | 45     |         |             |

### Zuid-Afrika
| Plaatsnaam | Spoorwijdte | Opening | Aantal voertuigen | Bedrijf | Lengte | Artikel | Opmerkingen                          |
| ---------- | ----------- | ------- | ----------------- | ------- | ------ | ------- | ------------------------------------ |
| Kimberley  | 1435        |         |                   |         |        |         | Sinds 1985 als museumlijn in bedrijf |

## Azië

### China
| Plaatsnaam         | Spoorwijdte | Opening    | Aantal voertuigen normale dienst | Bedrijf                          | Lengte | Artikel | Opmerkingen |
| ------------------ | ----------- | ---------- | -------------------------------- | -------------------------------- | ------ | ------- | ----------- |
| Anshan             | 1435        |            |                                  |                                  |        |         |             |
| Changchun          | 1435        | 1937/1942  |                                  |                                  | 7,6    |         |             |
| Central (Hongkong) | 1067        | 30-06-1904 | 161                              | Wharf Transport Investments Ltd. | 30     |         |             |
| Dalian             | 1435        | __-09-1909 |                                  |                                  | 23,4   |         |             |
| Fushun             |             |            |                                  |                                  |        |         |             |
| Jiangsu            | 1435        | 00-00-2014 |                                  |                                  |        |         | in bouw     |
| Tuen Mun           | 1435        | 17-09-1988 |                                  |                                  |        |         |             |

### Filipijnen
| Plaatsnaam | Spoorwijdte | Opening    | Aantal voertuigen | Bedrijf                                                     | Lengte | Artikel | Opmerkingen |
| ---------- | ----------- | ---------- | ----------------- | ----------------------------------------------------------- | ------ | ------- | ----------- |
| Manilla    | 1435        | 01-12-1984 |                   | Light Rail Transit Authority Metro Rail Transit Corporation |        |         |             |

### India
| Plaatsnaam | Spoorwijdte | Opening    | Aantal voertuigen | Bedrijf                            | Lengte | Artikel | Opmerkingen |
| ---------- | ----------- | ---------- | ----------------- | ---------------------------------- | ------ | ------- | ----------- |
| Calcutta   | 1435        | 00-00-1900 |                   | The Calcutta Tramways Company Ltd. |        |         |             |
| Kanpur     |             | __-06-1907 |                   |                                    |        |         |             |

### Israël
| Plaatsnaam | Spoorwijdte | Opening    | Aantal voertuigen | Bedrijf  | Lengte | Artikel                | Opmerkingen |
| ---------- | ----------- | ---------- | ----------------- | -------- | ------ | ---------------------- | ----------- |
| Jeruzalem  | 1435        | 19-08-2011 | 46                | Citypass | 13,8   | Sneltram van Jeruzalem |             |

### Japan
| Plaatsnaam     | Spoorwijdte | Opening    | Aantal voertuigen | Bedrijf                            | Lengte | Artikel            | Opmerkingen                 |
| -------------- | ----------- | ---------- | ----------------- | ---------------------------------- | ------ | ------------------ | --------------------------- |
| Enoshima       | 1067        | 01-09-1902 | 26                | Enoshima Electric Railway          | 10,0   |                    |                             |
| Fukui          | 1067        | 23-02-1924 | 17                | Fukui Railway                      | 3,3    |                    |                             |
| Hakodate       | 1372        | 12-12-1897 | 39                | Städtisches Verkehrsamt Hakodate   | 10,9   |                    |                             |
| Hiroshima      | 1435        | 23-11-1912 | 334               | Hiroshima Electric Railway         | 18,9   |                    |                             |
| Kagoshima      | 1067        | 01-12-1912 | 52                |                                    | 13,1   |                    |                             |
| Kochi          | 1067        | 30-04-1904 |                   | Tosa Electric Railway              | 25,3   |                    |                             |
| Kumamoto       | 1435        | 20-12-1907 |                   |                                    | 12,1   |                    |                             |
| Kyoto          | 1435        | 25-03-1910 |                   | Keifuku Electric Railroad          | 7,2    |                    |                             |
| Matsuyama      | 1067        | 08-08-1911 | 36                | Iyotetsu                           | 9,2    | Tram van Matsuyama | Waarvan 3,5 km op spoorlijn |
| Nagasaki       | 1435        | 16-11-1915 |                   | Nagasaki Electric Railway          | 11,5   |                    |                             |
| Okayama        | 1067        | 05-05-1912 | 20                | Okayama Denki Kidō                 | 4,7    |                    |                             |
| Ōsaka          | 1435        | 20-09-1900 | 41                | Hankai Denki                       | 18,7   |                    |                             |
| Takaoka, Imizu | 1067        | 10-04-1948 | 11                | Man’yōsen                          | 7,9    |                    |                             |
| Sapporo        | 1067        | 01-05-1910 |                   | Sapporo City Transportation Bureau | 8,4    |                    |                             |
| Tokyo          | 1067        | 20-08-1911 | 43                |                                    | 12,2   |                    | Toden Arakawa-Lijn          |
| Tokyo          | 1435        | 18-01-1925 | 8                 | Tōkyō Kyūkō Dentetsu               | 5,0    |                    | Setagaya-Lijn               |
| Toyama         | 1067        | 01-09-1913 |                   | Toyama Chihō Tetsudō               | 7,3    |                    | Stadsgebied                 |
| Toyama         | 1067        | 29-04-2006 |                   | Toyama Light Rail                  | 1,1    |                    | Havengebied                 |

### Kazachstan
| Plaatsnaam | Spoorwijdte | Opening    | Aantal voertuigen | Bedrijf | Lengte | Artikel | Opmerkingen |
| ---------- | ----------- | ---------- | ----------------- | ------- | ------ | ------- | ----------- |
| Almaty     | 1524        | 01-12-1937 |                   |         | 23,0   |         |             |
| Öskemen    | 1524        | 06-11-1959 |                   |         | 16,5   |         |             |
| Pavlodar   | 1524        | 18-10-1965 |                   |         | 43,3   |         |             |
| Temirtau   | 1524        | 05-09-1959 |                   |         | 27,5   |         |             |

### Noord-Korea
| Plaatsnaam | Spoorwijdte | Opening    | Aantal voertuigen | Bedrijf | Lengte | Artikel            | Opmerkingen |
| ---------- | ----------- | ---------- | ----------------- | ------- | ------ | ------------------ | ----------- |
| Ch'ŏngjin  | 1435        | 21-08-1999 |                   |         | 13     | Tram van Ch'ŏngjin |             |
| Pyongyang  | 1000 1435   | 15-04-1991 |                   |         | 53,5   | Tram van Pyongyang |             |

### Turkije
| Plaatsnaam | Spoorwijdte | Opening               | Aantal voertuigen | Bedrijf                                                      | Lengte | Artikel | Opmerkingen      |
| ---------- | ----------- | --------------------- | ----------------- | ------------------------------------------------------------ | ------ | ------- | ---------------- |
| Antalya    | 1435        | 27-02-1999            |                   |                                                              |        |         |                  |
| Bursa      | 1000 1435   | 28-05-2011 19-08-2002 |                   |                                                              | 2,2 22 |         |                  |
| Eskişehir  | 1000        | 24-12-2004            |                   | Estram                                                       | 14,5   |         |                  |
| Istanbul   | 1000 1435   | 11-03-1989            |                   | İstanbul Elektrik Tramvay ve Tünel (İETT) en İstanbul Ulaşım |        |         |                  |
| İzmir      |             | 18-10-1928            |                   |                                                              |        |         | ook Paardentrams |
| Konya      | 1435        | 28-09-1992            |                   |                                                              | 18 km  |         |                  |
| Kayseri    | 1435        | 01-08-2009            |                   |                                                              | 17 km  |         |                  |
| Gaziantep  | 1435        | __-02-2010            |                   |                                                              | 13 km  |         |                  |
| Samsun     | 1435        | 10-10-2010            |                   |                                                              | 15 km  |         |                  |

### Oezbekistan
| Plaatsnaam | Spoorwijdte | Opening    | Aantal voertuigen | Bedrijf | Lengte | Artikel | Opmerkingen |
| ---------- | ----------- | ---------- | ----------------- | ------- | ------ | ------- | ----------- |
| Tasjkent   | 1524        | 13-05-1901 |                   |         | 133,8  |         |             |

### Verenigde Arabische Emiraten
| Plaatsnaam | Spoorwijdte | Opening    | Aantal voertuigen | Bedrijf | Lengte | Artikel | Opmerkingen |
| ---------- | ----------- | ---------- | ----------------- | ------- | ------ | ------- | ----------- |
| Dubai      | 1435        | 00-00-2014 |                   |         | 10,7   |         |             |

## Oceanië

### Australië
| Plaatsnaam    | Spoorwijdte | Opening    | Aantal voertuigen | Bedrijf               | Lengte | Artikel | Opmerkingen |
| ------------- | ----------- | ---------- | ----------------- | --------------------- | ------ | ------- | ----------- |
| Adelaide      | 1435        | 10-06-1878 | 17                |                       | 15     |         |             |
| Melbourne     | 1435        | 11-11-1885 |                   | Keolis DownerEDI Rail | 245    |         |             |
| Sydney        | 1435        | 11-08-1997 | 7                 | Veolia Transport      | 7,2    |         |             |
| Victor Harbor | 1600        | 00-00-1986 |                   |                       | 1,2    |         |             |

### Nieuw-Zeeland
| Plaatsnaam   | Spoorwijdte | Opening    | Aantal voertuigen | Bedrijf | Lengte | Artikel | Opmerkingen                                       |
| ------------ | ----------- | ---------- | ----------------- | ------- | ------ | ------- | ------------------------------------------------- |
| Auckland     | 1219        | 29-12-1956 |                   |         |        |         | Sinds 1980 alleen nog een 1,3 km lange Museumlijn |
| Christchurch |             | 11-09-1954 |                   |         |        |         | Sinds 1995 alleen nog een 3,0 km lange Museumlijn |

## Europa

### België
| Plaatsnaam         | Spoorwijdte | Opening    | Aantal voertuigen | Bedrijf   | Lengte | Artikel         | Opmerkingen |
| ------------------ | ----------- | ---------- | ----------------- | --------- | ------ | --------------- | ----------- |
| Antwerpen          | 1000        | 25-05-1873 | 196               | De Lijn   | 83,7   | Antwerpse tram  |             |
| Brussel            | 1435        | 01-05-1869 | 410               | STIB/MIVB | 140,9  | Brusselse tram  |             |
| Charleroi          | 1000        | 03-06-1887 | 48                | TEC       | 35,3   | Metro Charleroi |             |
| Gent               | 1000        | 24-05-1874 |                   | De Lijn   | 30     | Gentse tram     |             |
| Knokke - Adinkerke | 1000        | 05-07-1885 |                   | De Lijn   | 68     | Kusttram        | streektram  |
| Luik               | 1435        | 28-04-2025 | 20                | TEC       | 11,7   | Luikse tram     |             |

### Bosnië en Herzegovina
| Plaatsnaam | Spoorwijdte | Opening    | Aantal voertuigen | Bedrijf           | Lengte | Artikel           | Opmerkingen |
| ---------- | ----------- | ---------- | ----------------- | ----------------- | ------ | ----------------- | ----------- |
| Sarajevo   | 1435        | 01-05-1885 | 122               | JKP GRAS Sarajevo | 16     | Tram van Sarajevo |             |

### Bulgarije
| Plaatsnaam | Spoorwijdte | Opening    | Aantal voertuigen | Bedrijf                   | Lengte | Artikel | Opmerkingen |
| ---------- | ----------- | ---------- | ----------------- | ------------------------- | ------ | ------- | ----------- |
| Sofia      | 1009 1435   | 01-12-1898 | 587 109           | Stolizen Elektrotransport | 209,3  |         |             |

### Denemarken
| Plaatsnaam | Spoorwijdte | Opening    | Aantal voertuigen  | Bedrijf        | Lengte | Artikel | Opmerkingen |
| ---------- | ----------- | ---------- | ------------------ | -------------- | ------ | ------- | ----------- |
| Aarhus     | 1435        | 21-12-2017 | 14 Variobahn trams | Aarhus Letbane | 6,5    |         | [ 7 ]       |

### Duitsland
| Plaatsnaam               | Spoorwijdte  | Opening    | Aantal voertuigen | Bedrijf                                                                     | Lengte    | Artikel                                                                           | Opmerkingen                               |
| ------------------------ | ------------ | ---------- | ----------------- | --------------------------------------------------------------------------- | --------- | --------------------------------------------------------------------------------- | ----------------------------------------- |
| Augsburg                 | 1000         | 08-05-1881 | 60                | AVG Augsburger Verkehrsgesellschaft mbH                                     | 45,4      |                                                                                   |                                           |
| Bad Schandau             | 1000         | 28-05-1898 | 14                | Oberelbische Verkehrsgesellschaft Pirna-Sebnitz mbH – Betrieb Bad Schandau  | 7,9       | Kirnitzschtalbahn                                                                 |                                           |
| Berlijn                  | 1435         | 22-06-1865 | 452               | Berliner Verkehrsbetriebe (BVG)                                             | 189,4     | Tram van Berlijn                                                                  |                                           |
| Bielefeld                | 1000         | 20-12-1900 | 85                | MoBiel GmbH                                                                 | 31,9      |                                                                                   |                                           |
| Bochum/Gelsenkirchen     | 1000 1435 *) | 23-11-1894 | 97 25             | Bochum-Gelsenkirchener Straßenbahnen (BOGESTRA)                             | 84 15,3   |                                                                                   |                                           |
| Bonn                     | 1435         | 15-04-1891 | 113               | SWB Bus und Bahn (SWB)                                                      | 125,4     | Stadtbahn van Bonn / Elektrische Bahnen der Stadt Bonn und des Rhein-Sieg-Kreises |                                           |
| Brandenburg an der Havel | 1000         | 01-10-1897 | 25                | Verkehrsbetriebe Brandenburg an der Havel GmbH                              | 18,9      | Tram van Brandenburg an der Havel                                                 |                                           |
| Braunschweig             | 1100         | 11-10-1879 | 78                | Braunschweiger Verkehrs-AG                                                  | 35        |                                                                                   |                                           |
| Bremen                   | 1435         | 04-06-1876 | 197               | Bremer Straßenbahn AG                                                       | 110       | Tram van Bremen                                                                   |                                           |
| Chemnitz                 | 1435         | 22-04-1880 | 114               | Chemnitzer Verkehrs-AG                                                      | 28,7      |                                                                                   |                                           |
| Cottbus                  | 1000         | 08-07-1903 | 62                | Cottbusverkehr GmbH                                                         | 23,7      | Tram van Cottbus                                                                  |                                           |
| Darmstadt                | 1000         | 30-08-1886 | 74                | HEAG Verkehrs-GmbH                                                          | 40        |                                                                                   |                                           |
| Dessau-Roßlau            | 1435         | 15-11-1894 | 21                | Dessauer Verkehrsgesellschaft mbH                                           | 23        | Tram van Dessau                                                                   |                                           |
| Döbeln                   | 1000         | 10-07-1892 |                   | Traditionsverein Döbelner Pferdebahn e.V.                                   | 0,5       |                                                                                   | Sinds 09-06-2007 Museumlijn               |
| Dortmund                 | 1435         | 01-06-1881 | 117               | Verkehrsabteilung der Dortmunder Stadtwerke AG                              | 90,9      |                                                                                   |                                           |
| Dresden                  | 1450         | 26-09-1872 | 435               | Dresdner Verkehrsbetriebe AG                                                | 204       |                                                                                   |                                           |
| Duisburg                 | 1435         | 25-12-1881 | 64                | Duisburger Verkehrsgesellschaft AG                                          | 57,7      |                                                                                   |                                           |
| Düsseldorf               | 1435         | 06-02-1876 | 450               | Rheinbahn AG                                                                | 298       | Stadtbahn van Düsseldorf                                                          |                                           |
| Erfurt                   | 1000         | 10-05-1883 | 172               | Erfurter Verkehrsbetriebe                                                   | 84        |                                                                                   |                                           |
| Essen                    | 1000 1435 *) | 23-08-1893 | 138 43            | Essener Verkehrs-AG                                                         | 52,5 21,5 |                                                                                   |                                           |
| Frankfurt (Oder)         | 1000         | 23-01-1898 | 42                | Stadtverkehrsgesellschaft mbH Frankfurt (Oder)                              | 47,8      | Tram van Frankfurt (Oder)                                                         |                                           |
| Frankfurt am Main        | 1435         | 19-05-1872 | 414               | Verkehrsgesellschaft Frankfurt am Main mbH (VGF)                            | 119,4     | Tram van Frankfurt am Main                                                        |                                           |
| Freiburg im Breisgau     | 1000         | 14-10-1901 | 50                | Freiburger Verkehrs AG                                                      | 34,9      |                                                                                   |                                           |
| Gera                     | 1000         | 22-02-1892 | 53                | Geraer Verkehrsbetrieb GmbH                                                 | 20,1      | Tram van Gera                                                                     |                                           |
| Görlitz                  | 1000         | 25-05-1882 | 19                | Verkehrsgesellschaft Görlitz GmbH                                           | 13,2      |                                                                                   |                                           |
| Gotha/Waltershausen      | 1000         | 01-04-1894 | 24                | Thüringerwaldbahn en Straßenbahn Gotha GmbH                                 | 37,2      | Tram van Gotha / Thüringerwaldbahn                                                |                                           |
| Halberstadt              | 1000         | 01-06-1887 | 16                | Halberstädter Verkehrs-GmbH                                                 | 9,5       | Tram van Halberstadt                                                              |                                           |
| Halle an der Saale       | 1000         | 15-10-1882 | 270               | Hallesche Verkehrs-AG                                                       | 84,4      |                                                                                   |                                           |
| Hannover                 | 1435         | 16-09-1872 | 308               | Üstra Hannoversche Verkehrsbetriebe AG                                      | 123       | Tram van Hannover                                                                 |                                           |
| Heidelberg               | 1000         | 13-05-1885 | 65                | Heidelberger Straßen- und Bergbahn                                          | 36        | Trams in Metropoolregio Rijn-Neckar                                               |                                           |
| Heilbronn                | 1435         | 21-07-2001 |                   | Stadtwerke Heilbronn GmbH                                                   | 2,7       |                                                                                   |                                           |
| Jena                     | 1000         | 01-04-1901 | 86                | Jenaer Nahverkehrsgesellschaft mbH                                          | 62,3      |                                                                                   |                                           |
| Karlsruhe                | 1435         | 21-01-1877 | 275               | Verkehrsbetriebe Karlsruhe GmbH                                             | 76        |                                                                                   |                                           |
| Kassel                   | 1435         | 09-07-1877 | 118               | Kasseler Verkehrs-Gesellschaft, Hessische Landesbahn en Regionalbahn Kassel | 53        |                                                                                   |                                           |
| Keulen                   | 1435         | 18-05-1877 | 418               | Kölner Verkehrs-Betriebe (KVB)                                              | 253,6     | Stadtbahn van Keulen                                                              |                                           |
| Krefeld                  | 1000 1435 *) | 03-05-1883 | 42                | SWK MOBIL en Rheinbahn AG                                                   | 47        |                                                                                   |                                           |
| Leipzig                  | 1458         | 18-05-1872 | 407               | Leipziger Verkehrsbetriebe (LVB) GmbH                                       | 148,3     | Tram van Leipzig                                                                  |                                           |
| Lillienthal              | 1435         | 00-00-2013 |                   | Bremer Strassenbahn AG                                                      |           |                                                                                   | Onderdeel van het trambedrijf van Bremen  |
| Ludwigshafen am Rhein    | 1000         | 02-06-1878 | 72                | Verkehrsbetriebe Ludwigshafen GmbH                                          | 24        | Trams in Metropoolregio Rijn-Neckar                                               |                                           |
| Maagdenburg              | 1435         | 16-10-1877 | 243               | Magdeburger Verkehrsbetriebe GmbH                                           | 126,9     |                                                                                   |                                           |
| Mainz                    | 1000         | 27-09-1883 | 26                | Mainzer Verkehrsgesellschaft mbH                                            | 20        |                                                                                   |                                           |
| Mannheim                 | 1000         | 02-06-1878 | 105               | MVV Verkehr AG                                                              | 36        | Trams in Metropoolregio Rijn-Neckar                                               |                                           |
| Merseburg                | 1000         | __-__-1902 |                   | Hallesche Verkehrs-AG                                                       | 21,5      |                                                                                   |                                           |
| Mülheim an der Ruhr      | 1000 1435 *) | 09-07-1897 | 37                | Mülheimer VerkehrsGesellschaft en Duisburger Verkehrsgesellschaft AG        | 41,7      |                                                                                   |                                           |
| München                  | 1435         | 21-10-1876 | 120               | Münchner Verkehrsgesellschaft mbH                                           | 75        |                                                                                   |                                           |
| Naumburg (Saale)         | 1000         | 18-06-1892 | 8                 | Naumburger Straßenbahn GmbH                                                 | 2,5       | Tram van Naumburg                                                                 |                                           |
| Nordhausen               | 1000         | 25-08-1900 | 21                | Stadtwerke Nordhausen                                                       | 6,6       |                                                                                   |                                           |
| Neurenberg               | 1435         | 25-08-1881 | 190               | Verkehrs-Aktiengesellschaft Nürnberg                                        | 40        |                                                                                   |                                           |
| Oberhausen               | 1000         | 01-06-1996 | 6                 | Stadtwerke Oberhausen                                                       | 8,7       |                                                                                   |                                           |
| Plauen                   | 1000         | 17-11-1894 | 45                | Plauener Straßenbahn GmbH                                                   | 30,1      | Tram van Plauen                                                                   |                                           |
| Potsdam                  | 1435         | 13-05-1880 | 144               | Verkehrsbetrieb Potsdam GmbH                                                | 28,9      |                                                                                   |                                           |
| Rostock                  | 1435         | 16-10-1881 | 53                | Rostocker Straßenbahn AG                                                    | 80,7      | Tram van Rostock                                                                  |                                           |
| Saarbrücken              | 1435         | 24-10-1997 | 28                | Saarbahn GmbH                                                               | 26        | Saarbahn                                                                          | Tweesystemenbedrijf naar Karlsruher model |
| Schöneiche/Rüdersdorf    | 1000         | 28-08-1910 | 10                | Schöneicher-Rüdersdorfer Straßenbahn GmbH                                   | 14,1      |                                                                                   |                                           |
| Schwerin                 | 1435         | 01-12-1908 | 99                | Nahverkehr Schwerin GmbH                                                    | 40,5      | Tram van Schwerin                                                                 |                                           |
| Strausberg               | 1435         | 17-08-1893 | 6                 | Strausberger Eisenbahn GmbH                                                 | 7,1       |                                                                                   |                                           |
| Stuttgart                | 1435         | 28-07-1868 | 368               | Stuttgarter Straßenbahnen AG                                                | 213       |                                                                                   |                                           |
| Ulm                      | 1000         | 15-05-1897 | 22                | SWU Verkehr GmbH                                                            | 10,1      |                                                                                   |                                           |
| Weil am Rhein            | 1000         | 00-00-2013 |                   | Basler Verkehrs-Betriebe                                                    |           |                                                                                   | Onderdeel van de Baselse Tram             |
| Woltersdorf              | 1435         | 17-05-1913 | 11                | Woltersdorfer Straßenbahn GmbH                                              | 5,6       |                                                                                   |                                           |
| Würzburg                 | 1000         | 08-04-1892 | 52                | Würzburger Versorgungs- und Verkehrs-GmbH                                   | 77,1      |                                                                                   |                                           |
| Zwickau                  | 1000         | 06-05-1894 | 36                | Städtische Verkehrsbetriebe Zwickau GmbH                                    | 23,7      | Tram van Zwickau                                                                  |                                           |

*) Alleen stadstrajecten

### Estland
| Plaatsnaam | Spoorwijdte | Opening    | Aantal voertuigen | Bedrijf                                    | Lengte | Artikel          | Opmerkingen |
| ---------- | ----------- | ---------- | ----------------- | ------------------------------------------ | ------ | ---------------- | ----------- |
| Tallinn    | 1067        | 24-08-1888 | 85                | Tallinna Trammi- ja Trollibussikoondise AS | 39     | Tram van Tallinn |             |

### Finland
| Plaatsnaam | Spoorwijdte | Opening    | Aantal voertuigen | Bedrijf | Lengte | Artikel           | Opmerkingen |
| ---------- | ----------- | ---------- | ----------------- | ------- | ------ | ----------------- | ----------- |
| Helsinki   | 1000        | 11-12-1890 | 162               | HKL     | 76     | Tram van Helsinki |             |

### Frankrijk
| Plaatsnaam            | Spoorwijdte | Opening    | Aantal voertuigen | Bedrijf            | Lengte | Artikel                | Opmerkingen                                  |
| --------------------- | ----------- | ---------- | ----------------- | ------------------ | ------ | ---------------------- | -------------------------------------------- |
| Angers                | 1435        | 25-06-2011 |                   | COTRA              | 12,3   |                        |                                              |
| Aubagne               | 1435        | 01-09-2014 |                   |                    |        |                        |                                              |
| Avignon               | 1435        | 00-00-2016 |                   |                    |        |                        |                                              |
| Besançon              | 1435        | 30-08-2014 |                   | Ginko              |        |                        |                                              |
| Béthune               | 1435        | 00-00-2014 |                   | SMT Artois-Gohelle |        |                        | tussen Bruay-la-Buissière, Béthune en Beuvry |
| Bordeaux              | 1435        | 21-12-2003 |                   | TBC                | 43,9   | Tram van Bordeaux      |                                              |
| Brest                 | 1435        | 23-06-2012 |                   | Bibus              | 14,3   | Tram van Brest         |                                              |
| Caen                  | 1435        | 27-07-2019 |                   | Keolis             |        |                        |                                              |
| Dijon                 | 1435        | 01-09-2012 |                   | Divia              | 18,9   | Tram van Dijon         |                                              |
| Grenoble              | 1435        | 05-09-1987 | 53                | SÉMITAG            | 33,6   | Tram van Grenoble      |                                              |
| Le Havre              | 1435        | 12-12-2012 |                   | CTPO               | 13     | Tram van Le Havre      |                                              |
| Le Mans               | 1435        | 17-11-2007 |                   | SETRAM             | 43,5   | Tram van Le Mans       |                                              |
| Liévin                | 1435        | 00-00-2014 |                   | SMT Artois-Gohelle |        |                        | tussen Liévin, Lens, Hénin en Beaumont       |
| Lyon                  | 1435        | 18-12-2000 | 39                | TCL                | 58     | Tram van Lyon          |                                              |
| Marseille             | 1435        | 21-01-1876 | 40                | RTM                | 12,6   | Tram van Marseille     |                                              |
| Montpellier           | 1435        | 30-06-2000 | 28                | TaM                | 54,4   | Tram van Montpellier   |                                              |
| Mulhouse              | 1435        | 14-05-2006 |                   | Soléa, SNCF        | 16,2   | Tram van Mulhouse      |                                              |
| Nantes                | 1435        | 07-01-1985 | 73                | SEMITAN            | 43,5   | Tram van Nantes        |                                              |
| Nice                  | 1435        | 24-11-2007 |                   | ST2N               | 8,7    | Tram van Nice          |                                              |
| Orléans               | 1435        | 20-11-2000 | 22                | SEMTAO             | 29,3   | Tram van Orléans       |                                              |
| Parijs (Agglomeratie) | 1435        | 06-07-1992 | 48                | RATP, SNCF         | 64,5   | Tram van Île-de-France |                                              |
| Reims                 | 1435        | 16-04-2011 |                   | Transdev Reims     | 19,4   | Tram van Reims         |                                              |
| Rijsel                | 1000        | 07-06-1874 | 24                | Ilévia             | 22     | Tram van Rijsel        |                                              |
| Rouen                 | 1435        | 16-12-1994 | 28                | TCAR               | 15,1   | Tram van Rouen         |                                              |
| Saint-Étienne         | 1000        | 04-12-1881 | 35                | STAS               | 11,7   | Tram van Saint-Étienne |                                              |
| Straatsburg           | 1435        | 26-11-1994 | 67                | CIS                | 55     | Tram van Straatsburg   |                                              |
| Toulouse              | 1435        | 11-12-2010 |                   | Tisséo             | 10,9   | Tram van Toulouse      |                                              |
| Tours                 | 1435        | 00-00-2013 |                   | SITCAT             | 14,8   |                        |                                              |
| Valenciennes          | 1435        | 16-06-2006 |                   | Transvilles        | 18,3   | Tram van Valenciennes  |                                              |

Verder rijdt Lijn 10 van het Baselse trambedrijf en ook de Saarbaan gedeeltelijk op Frans grondgebied.

### Griekenland
| Plaatsnaam | Spoorwijdte | Opening    | Aantal voertuigen | Bedrijf | Lengte | Artikel | Opmerkingen |
| ---------- | ----------- | ---------- | ----------------- | ------- | ------ | ------- | ----------- |
| Athene     | 1435        | 19-07-2004 | 35                | Tram SA | 27     |         |             |

### Hongarije
| Plaatsnaam | Spoorwijdte | Opening    | Aantal voertuigen | Bedrijf | Lengte | Artikel            | Opmerkingen |
| ---------- | ----------- | ---------- | ----------------- | ------- | ------ | ------------------ | ----------- |
| Boedapest  | 1435        | 30-07-1866 | 997               |         | 155    | Tram van Boedapest |             |
| Debrecen   | 1435        | 01-12-1908 | 17                |         | 4,4    |                    |             |
| Miskolc    | 1435        | 10-07-1897 | 43                |         | 18     |                    |             |
| Szeged     | 1435        | 15-03-1911 | 40                |         | 23,2   |                    |             |

### Ierland
| Plaatsnaam | Spoorwijdte | Opening    | Aantal voertuigen | Bedrijf          | Lengte | Artikel | Opmerkingen |
| ---------- | ----------- | ---------- | ----------------- | ---------------- | ------ | ------- | ----------- |
| Dublin     | 1435        | 05-07-2004 | 66                | Veolia-Transport | 38,2   | Luas    |             |

### Italië
| Plaatsnaam | Spoorwijdte | Opening    | Aantal voertuigen | Bedrijf                                                                   | Lengte | Artikel          | Opmerkingen                            |
| ---------- | ----------- | ---------- | ----------------- | ------------------------------------------------------------------------- | ------ | ---------------- | -------------------------------------- |
| Bergamo    | 1435        | 25-04-2009 | 14                | Tramvie Elettriche Bergamasche S.p.A.                                     | 12,5   |                  |                                        |
| Bozen      | 1000        |            |                   | SAD                                                                       | 11,8   |                  |                                        |
| Cagliari   | 950         | 17-03-2008 |                   | Azienda Regionale Sarda Transporti                                        | 6,3    |                  |                                        |
| Florence   | 1435        | __-__-2010 |                   | Gestione del Servizio Tramviario / Azienda Trasporti dell'Area Fiorentina | 7,4    |                  |                                        |
| Messina    | 1435        | 03-04-2003 | 15                |                                                                           | 7,7    | Tram van Messina |                                        |
| Milaan     | 1445        | 08-07-1876 | 714               | ATM                                                                       | 196    |                  |                                        |
| Napels     | 1435        | 1875       | 52                | Azienda Napoletana Mobilità                                               | 11,8   |                  |                                        |
| Padua      | O-Bus       | __-__2007  |                   | Aps Holding SPA                                                           | 10,3   | Translohr        |                                        |
| Palermo    | 1435        | __-__-2013 |                   |                                                                           |        |                  | in aanbouw                             |
| Rome       | 950 1445    | 02-08-1877 | 273               | ATAC(opdrachtgever) Trambus SpA(exploitant)                               | 40     |                  |                                        |
| Sassari    | 950         | 27-10-2006 |                   | Azienda Regionale Sarda Transporti                                        | 4,3    |                  | Gedeeltelijk als Tram-Trein uitgevoerd |
| Turijn     | 1445        | 1872       | 266               | Gruppe Torinese Transporti                                                | 100    |                  |                                        |
| Triest     | 1000        | 02-09-1902 | 6                 |                                                                           | 5,2    | Tram van Opicina |                                        |

### Kroatië
| Plaatsnaam | Spoorwijdte | Opening    | Aantal voertuigen | Bedrijf      | Lengte | Artikel | Opmerkingen |
| ---------- | ----------- | ---------- | ----------------- | ------------ | ------ | ------- | ----------- |
| Osijek     | 1000        | 10-08-1884 | 50                | GPP Osijek   | 12     |         |             |
| Zagreb     | 1000        | 07-07-1891 | 237               | ZET (Zagreb) | 148    |         |             |

### Letland
| Plaatsnaam  | Spoorwijdte | Opening    | Aantal Voertuigen | Bedrijf                      | Lengte | Artikel             | Opmerkingen |
| ----------- | ----------- | ---------- | ----------------- | ---------------------------- | ------ | ------------------- | ----------- |
| Daugavpils  | 1524        | 05-11-1946 | 45                | Daugavpils tramvaju uzņēmums | 27     | Tram van Daugavpils |             |
| Liepāja     | 1000        | 26-09-1899 | 17                | Liepājas tramvajs            | 6,9    | Tram van Liepaja    |             |
| Rīga (Riga) | 1524        | 04-09-1882 |                   | Rīgas satiksme               | 99,5   | Tram van Riga       |             |

### Luxemburg
| Plaatsnaam | Spoorwijdte | Opening    | Aantal voertuigen | Bedrijf | Lengte | Artikel            | Opmerkingen |
| ---------- | ----------- | ---------- | ----------------- | ------- | ------ | ------------------ | ----------- |
| Luxemburg  | 1435        | 10-12-2017 | 32                |         | 12     | Tram van Luxemburg |             |

### Nederland
| Plaatsnaam | Spoorwijdte | Opening    | Aantal voertuigen | Bedrijf | Lengte | Artikel            | Opmerkingen |
| ---------- | ----------- | ---------- | ----------------- | ------- | ------ | ------------------ | ----------- |
| Amsterdam  | 1435        | 03-06-1875 | 200               | GVB     | 213    | Tram van Amsterdam |             |
| Den Haag   | 1435        | 03-06-1864 | 211               | HTM     | 105    | Tram van Den Haag  |             |
| Rotterdam  | 1435        | 01-06-1879 | 112               | RET     | 75     | Tram van Rotterdam |             |
| Utrecht    | 1435        | 17-12-1983 | 26                | U-OV    | 20,7   | Tram van Utrecht   |             |

### Noorwegen
| Plaatsnaam | Spoorwijdte | Opening    | Aantal voertuigen | Bedrijf             | Lengte | Artikel            | Opmerkingen |
| ---------- | ----------- | ---------- | ----------------- | ------------------- | ------ | ------------------ | ----------- |
| Bergen     | 1435        | 22-06-2010 |                   | Fjord1 Partner      | 13,4   | Tram van Bergen    |             |
| Oslo       | 1435        | 06-10-1875 | 72                | Oslo Sporvognsdrift | 131,4  |                    |             |
| Trondheim  | 1000        | 04-12-1901 |                   | AS Grakallbanen     | 8,8    | Tram van Trondheim |             |

### Oekraïne
| Plaatsnaam      | Spoorwijdte | Opening    | Aantal voertuigen | Bedrijf | Lengte | Artikel              | Opmerkingen |
| --------------- | ----------- | ---------- | ----------------- | ------- | ------ | -------------------- | ----------- |
| Awdijiwka       | 1524        | 23-08-1965 |                   |         | 12     |                      |             |
| Charkov         | 1524        | 24-09-1882 | 600               |         | 230    |                      |             |
| Kamjanske       | 1524        | 27-11-1935 | 175               |         | 83     |                      |             |
| Dnjepropetrovsk | 1524        | 26-06-1879 | 400               |         | 87,8   |                      |             |
| Donetsk         | 1524        | 15-06-1928 |                   |         | 65,7   |                      |             |
| Druzjkivka      | 1524        | 05-12-1945 |                   |         | 9,8    | Tram van Druzjkivka  |             |
| Horlivka        | 1524        | 07-11-1932 |                   |         | 28,4   |                      |             |
| Jenakijeve      | 1524        | 24-05-1932 |                   |         |        |                      |             |
| Jevpatorija     | 1000        | 23-05-1914 |                   |         | 22     | Tram van Jevpatorija |             |
| Konotop         | 1524        | 25-12-1949 |                   |         | 28     | Tram van Konotop     |             |
| Kramatorsk      | 1524        | 12-05-1937 |                   |         | 17,4   |                      |             |
| Kryvy Rih       | 1524        | 02-01-1935 | 80                |         | 18,5   |                      |             |
| Kiev            | 1524        | 11-08-1891 |                   |         | 141,1  |                      |             |
| Loehansk        | 1524        | 03-05-1934 |                   |         |        |                      |             |
| Lemberg         | 1000        | 05-05-1880 | 122               |         | 73,5   |                      |             |
| Marioepol       | 1524        | 01-05-1933 |                   |         |        |                      |             |
| Molotschna      | 1000        | 18-08-1989 | 2                 |         | 1,5    | Tram van Molotschna  |             |
| Mykolajiv       | 1524        | 08-08-1897 |                   |         |        |                      |             |
| Odessa          | 1524        | 20-07-1880 |                   |         |        |                      |             |
| Saporischschja  | 1524        | 17-07-1932 | 260               |         |        |                      |             |
| Zjytomyr        | 1000        | 03-09-1899 |                   |         |        |                      |             |
| Vinnytsja       | 1000        | 28-10-1913 |                   |         |        |                      |             |

### Oostenrijk
| Plaatsnaam | Spoorwijdte | Opening    | Aantal voertuigen | Bedrijf                              | Lengte | Artikel        | Opmerkingen |
| ---------- | ----------- | ---------- | ----------------- | ------------------------------------ | ------ | -------------- | ----------- |
| Gmunden    | 1000        | 03-08-1894 | 20                | Stern & Hafferl Verkehrsgesellschaft | 2,3    |                |             |
| Graz       | 1435        | 08-06-1878 | 74                | Graz AG Verkehrsbetriebe             | 66,4   | Tram van Graz  |             |
| Innsbruck  | 1000        | 01-06-1891 | 71                | Innsbrucker Verkehrsbetriebe         | 37,5   |                |             |
| Linz       | 900         | 01-07-1880 | 63                | Linz AG                              | 45,6   | Tram van Linz  |             |
| Wenen      | 1435        | 04-10-1865 | 1178              | Wiener Linien                        | 227,3  | Tram van Wenen |             |

### Polen
| Plaatsnaam          | Spoorwijdte | Opening    | Aantal voertuigen | Bedrijf                               | Lengte | Artikel               | Opmerkingen |
| ------------------- | ----------- | ---------- | ----------------- | ------------------------------------- | ------ | --------------------- | ----------- |
| Bydgoszcz           | 1000        | 18-05-1888 | 116               | ZDMiKP Bydgoszcz                      | 30,8   |                       |             |
| Częstochowa         | 1435        | 08-03-1959 | 53                | MPK Częstochowa                       | 14,7   |                       |             |
| Elbląg              | 1000        | 23-11-1895 | 41                | ZKM Elbląg                            | 32     |                       |             |
| Gdańsk              | 1435        | 22-06-1873 | 108               | ZTM Gdańsk                            | 146    | Tram van Gdańsk       |             |
| Gorzów Wielkopolski | 1435        | 29-07-1899 | 40                | MZK Gorzów                            | 26     |                       |             |
| Grudziądz           | 1000        | 15-06-1896 | 29                | MZK Grudziądz                         | 9      |                       |             |
| Katowice            | 1435        | 27-05-1894 | 342               | Tramwaje Śląskie / KZK GOP            | 335    | Tram in Opper-Silezië |             |
| Kraków              | 1435        | 01-11-1882 | 208               | MPK Kraków                            | 343    |                       |             |
| Łódź                | 1000        | 24-12-1898 | 474               | MPK Łódź / Tramwaje Podmiejskie / MKT | 328,3  | Tram van Łódź         |             |
| Olsztyn             | 1435        | 00-00-2014 |                   |                                       | 11,5   |                       | In aanbouw  |
| Poznań              | 1435        | 30-07-1880 | 340               | MPK Poznań                            | 216    | Tram van Poznań       |             |
| Szczecin            | 1435        | 23-08-1879 | 220               | MZK Szczecin                          | 106    | Tram van Szczecin     |             |
| Toruń               | 1000        | 16-05-1891 | 58                | MZK Toruń                             | 41,4   |                       |             |
| Warschau            | 1435        | 11-12-1866 | 743               | Tramwaje Warszawskie                  | 348    | Tram van Warschau     |             |
| Wrocław             | 1435        | 10-07-1877 | 250               | MPK Wrocław                           | 250    | Tram van Wrocław      |             |

### Portugal
| Plaatsnaam    | Spoorwijdte | Opening    | Aantal voertuigen | Bedrijf                        | Lengte | Artikel           | Opmerkingen |
| ------------- | ----------- | ---------- | ----------------- | ------------------------------ | ------ | ----------------- | ----------- |
| Lissabon      | 900         | 17-12-1873 | 57                | Carris                         | 48     | Tram van Lissabon |             |
| Porto         | 1435        | 15-05-1872 |                   | STCP                           | 14     | Tram van Porto    |             |
| Almada/Seixal | 1435        | 01-05-2007 |                   | Metro Transportes do Sul (MTS) | 13,5   |                   |             |

### Roemenië
| Plaatsnaam  | Spoorwijdte | Opening    | Aantal voertuigen | Bedrijf                               | Lengte | Artikel | Opmerkingen             |
| ----------- | ----------- | ---------- | ----------------- | ------------------------------------- | ------ | ------- | ----------------------- |
| Arad        | 1000        | 24-10-1869 | 170               | CTP Arad                              | 100,2  |         |                         |
| Botoșani    | 1435        | 11-09-1991 | 34                | SC Eltrans SA                         | 7,4    |         |                         |
| Brăila      | 1435        | 26-06-1900 | 85                | Braicar                               | 22,7   |         | /SC%20Braicar%20SA.aspx |
| Boekarest   | 1435        | 09-02-1874 | 128               | Regia Autonomă de Transport București | 143    |         |                         |
| Cluj-Napoca | 1435        | 01-10-1987 | 39                | RATUC                                 | 11,7   |         |                         |
| Craiova     | 1435        | 26-09-1987 | 49                | RATP Craiova                          | 18     |         |                         |
| Galați      | 1435        |            | 62                | Transurb Galati                       | 60     |         |                         |
| Iași        | 1000        |            | 180               | RATP Iasi                             | 35     |         |                         |
| Oradea      | 1435        | 25-04-1906 | 125               | Oradea Transport Local                | 19     |         |                         |
| Ploiești    | 1435        | 07-10-1987 | 33                | RATP                                  | 10     |         |                         |
| Reșița      | 1435        | 23-08-1988 | 21                |                                       | 11     |         |                         |
| Timișoara   | 1435        | 08-07-1869 | 243               | Regia Autonomă de Transport Timișoara | 38     |         |                         |

### Rusland
| Plaatsnaam              | Spoorwijdte | Opening    | Aantal voertuigen | Bedrijf | Lengte | Artikel                  | Opmerkingen |
| ----------------------- | ----------- | ---------- | ----------------- | ------- | ------ | ------------------------ | ----------- |
| Angarsk                 | 1524        | 26-11-1953 | 84                |         | 95     |                          |             |
| Atsjinsk                | 1524        | 15-04-1967 |                   |         |        |                          |             |
| Barnaoel                | 1524        | 07-11-1948 |                   |         |        |                          |             |
| Biejsk                  | 1524        | 13-06-1960 |                   |         |        |                          |             |
| Chabarovsk              | 1524        | 05-11-1956 | 128               |         | 33,5   |                          |             |
| Dzerzjinsk              | 1524        | 07-11-1933 |                   |         | 39     |                          |             |
| Irkoetsk                | 1524        | 03-08-1947 | 83                |         | 23,4   |                          |             |
| Izjevsk                 | 1524        | 18-11-1935 | 303               |         | 33     |                          |             |
| Jaroslavl               | 1524        | 29-12-1900 |                   |         |        |                          |             |
| Jekaterinenburg         | 1524        | 07-11-1929 | 400               |         | 183    |                          |             |
| Kaliningrad             | 1000        | 31-05-1895 | 151               |         | 52     |                          |             |
| Kazan                   | 1524        | 15-10-1875 | 197               |         | 187    |                          |             |
| Kemerovo                | 1524        | 11-05-1940 |                   |         |        |                          |             |
| Kolomna                 | 1524        | 05-11-1948 | 175               |         | 18,3   |                          |             |
| Komsomolsk aan de Amoer | 1524        | 06-11-1957 |                   |         |        |                          |             |
| Krasnodar               | 1524        | 23-12-1900 | 171               |         | 123    |                          |             |
| Krasnojarsk             | 1524        | 01-05-1958 |                   |         |        |                          |             |
| Krasnotoerinsk          | 1524        | 15-01-1954 |                   |         |        |                          |             |
| Koersk                  | 1524        | 30-04-1898 | 217               |         | 40,4   |                          |             |
| Lipetsk                 | 1524        | 11-12-1947 | 124               |         | 48,5   |                          |             |
| Magnitogorsk            | 1524        | 18-01-1935 |                   |         |        |                          |             |
| Moskou                  | 1524        | 22-06-1872 |                   |         | 181    | Tram van Moskou          |             |
| Naberezjnye Tsjelny     | 1524        | 08-10-1973 | 134               |         | 48,4   |                          |             |
| Nizjnekamsk             | 1524        | 15-02-1967 | 122               |         | 30,1   |                          |             |
| Nizjni Novgorod         | 1524        | 20-05-1896 | 458               |         | 90,2   |                          |             |
| Nizjni Tagil            | 1524        | 28-02-1937 |                   |         |        |                          |             |
| Novokoeznetsk           | 1524        | 30-11-1933 |                   |         |        |                          |             |
| Novosibirsk             | 1524        | 26-11-1934 |                   |         |        |                          |             |
| Novotroitsk             | 1524        | 05-11-1956 |                   |         |        |                          |             |
| Novotsjerkassk          | 1524        | 22-01-1954 | 34                |         | 20,2   |                          |             |
| Omsk                    | 1524        | 08-11-1936 |                   |         |        |                          |             |
| Orjol                   | 1524        | 15-11-1898 | 99                |         | 18     |                          |             |
| Orsk                    | 1524        | 05-12-1948 |                   |         |        |                          |             |
| Osinniki                | 1524        | 01-11-1960 |                   |         |        |                          |             |
| Perm                    | 1524        | 07-11-1929 | 228               |         | 110    |                          |             |
| Pjatigorsk              | 1000        | 05-05-1904 | 123               |         | 22,5   |                          |             |
| Prokopjevsk             | 1524        | 12-05-1936 |                   |         |        |                          |             |
| Rostov aan de Don       | 1435        | 11-09-1887 |                   |         | 49     |                          |             |
| Salavat                 | 1524        | 29-07-1957 |                   |         |        |                          |             |
| Samara                  | 1524        | 22-07-1895 | 91                |         | 77,3   |                          |             |
| Sint-Petersburg         | 1524        | 08-09-1863 |                   |         | 1022   | Tram van Sint-Petersburg |             |
| Saratov                 | 1524        | 13-05-1887 | 388               |         | 65,3   |                          |             |
| Oeljanovsk              | 1524        | 05-01-1954 |                   |         |        |                          |             |
| Zlato-oest              | 1524        | 25-12-1934 |                   |         | 22,5   |                          |             |
| Smolensk                | 1524        | 20-10-1901 | 101               |         | 27,8   |                          |             |
| Stary Oskol             | 1524        | 04-01-1981 |                   |         |        |                          |             |
| Taganrog                | 1524        | 07-11-1932 |                   |         |        |                          |             |
| Tomsk                   | 1524        | 25-04-1949 |                   |         |        |                          |             |
| Tsjeljabinsk            | 1524        | 09-01-1932 |                   |         |        |                          |             |
| Tsjerjomoesjki          | 1524        | 25-02-1991 |                   |         |        |                          |             |
| Tsjerepovets            | 1524        | 19-10-1956 |                   |         |        |                          |             |
| Toela                   | 1524        | 07-11-1927 |                   |         |        |                          |             |
| Tver                    | 1524        | 28-08-1901 | 130               |         | 39     |                          |             |
| Oefa                    | 1524        | 01-02-1937 | 224               |         | 60,9   |                          |             |
| Oelan-Oede              | 1524        | 16-12-1958 | 69                |         | 50     |                          |             |
| Oesolje-Sibirskoje      | 1524        | 26-02-1967 | 47                |         | 15     |                          |             |
| Oest-Ilimsk             | 1524        | 15-09-1988 | 45                |         | 14,5   |                          |             |
| Vladivostok             | 1524        | 09-10-1912 | 33                |         | 5,5    | Tram van Vladivostok     |             |
| Voltsjansk              | 1524        | 31-12-1951 | 5                 |         | 8      | Tram van Voltsjansk      |             |
| Vladikavkaz             | 1524        | 16-08-1904 | 83                |         | 27,8   |                          |             |
| Wolgograd               | 1524        | 22-04-1913 |                   |         |        |                          |             |
| Volzjski                | 1524        | 30-12-1963 | 110               |         | 31     |                          |             |

### Servië
| Plaatsnaam | Spoorwijdte | Opening    | Aantal voertuigen | Bedrijf                               | Lengte | Artikel | Opmerkingen |
| ---------- | ----------- | ---------- | ----------------- | ------------------------------------- | ------ | ------- | ----------- |
| Belgrado   | 1000        | 14-10-1892 |                   | Gradsko saobraćajno preduzeće Beograd | 127,3  |         |             |

### Slowakije
| Plaatsnaam                                                  | Spoorwijdte | Opening                            | Aantal voertuigen | Bedrijf                      | Lengte | Artikel                | Opmerkingen      |
| ----------------------------------------------------------- | ----------- | ---------------------------------- | ----------------- | ---------------------------- | ------ | ---------------------- | ---------------- |
| Bratislava                                                  | 1000        | 27-08-1895                         | 175               | Dopravný podnik Bratislava   | 39,5   |                        |                  |
| Košice                                                      | 1435        | 14-11-1891 - 31-03-1909 28-02-1914 | 128               | Dopravný podnik mesta Košice | 33,7   | Tram van Košice        |                  |
| Štrbské Pleso - Starý Smokovec - Poprád / Tatranská Lomnica | 1000        | 20-11-1908                         |                   |                              | 35     | Tram van de Hoge Tatra | Interlokale tram |

### Spanje
| Plaatsnaam                         | Spoorwijdte | Opening    | Aantal voertuigen | Bedrijf                                         | Lengte | Artikel            | Opmerkingen |
| ---------------------------------- | ----------- | ---------- | ----------------- | ----------------------------------------------- | ------ | ------------------ | ----------- |
| Alicante                           | 1000        | 15-08-2003 |                   | Ferrocarrils de la Generalitat Valenciana (FGV) | 98     | Tram van Alicante  |             |
| Barcelona                          | 1435        | 15-04-2004 |                   | Trambaix, Trambesòs                             | 29,2   | Tram van Barcelona |             |
| Bilbao                             | 1000        | 18-12-2002 | 8                 |                                                 | 4,9    | EuskoTran          |             |
| Cadic                              | 1668        | 00-00-2013 |                   |                                                 |        |                    | In Bouw     |
| Madrid                             | 1435        | 04-05-2007 |                   |                                                 | 27,8   |                    |             |
| Murcia                             | 1435        | 29-04-2007 | 11                | Tranvía de Murcia S.A.                          | 18     |                    |             |
| Parla                              | 1435        | 06-05-2007 |                   |                                                 | 8,3    |                    |             |
| Santa Cruz de Tenerife / La Laguna | 1435        | 02-06-2007 | 26                |                                                 | 15,1   |                    |             |
| Sevilla                            | 1435        | 28-10-2007 | 5                 |                                                 | 2,2    |                    |             |
| Sóller                             | 914         | 11-10-1913 |                   | Ferrocarril de Sóller                           | 5      |                    |             |
| Valencia                           | 1000        | 21-05-1994 |                   | Ferrocarrils de la Generalitai Valenciana (FGV) |        |                    |             |
| Vélez-Málaga                       | 1435        | 11-10-2006 |                   |                                                 |        |                    |             |
| Vitoria-Gasteiz                    | 1000        | 23-12-2008 | 10                |                                                 | 12     |                    |             |
| Zaragoza                           | 1435        | 19-04-2011 |                   |                                                 | 12,8   |                    |             |

### Tsjechië
| Plaatsnaam  | Spoorwijdte | Opening    | Aantal voertuigen | Bedrijf                                          | Lengte | Artikel          | Opmerkingen |
| ----------- | ----------- | ---------- | ----------------- | ------------------------------------------------ | ------ | ---------------- | ----------- |
| Brno        | 1435        | 17-08-1869 | 310               | Dopravní podnik města Brna, a.s.                 | 70,2   |                  |             |
| Liberec     | 1000 1435   | 25-08-1897 | 68                | Dopravní podnik města Liberce, a.s.              | 21,5   | Tram van Liberec |             |
| Litvínov    | 1435        | 05-08-1901 | 118               | Dopravní podnik měst Mostu a Litvínova, a.s.     | 18     |                  |             |
| Most (stad) | 1435        | 07-08-1901 | 118               | Dopravní podnik měst Mostu a Litvínova, a.s.     | 18     |                  |             |
| Olomouc     | 1435        | 01-04-1899 | 65                | Dopravní podnik města Olomouce, a.s.             | 37     | Tram van Olomouc |             |
| Ostrava     | 1435        | 01-05-1901 | 272               | Dopravní podnik Ostrava a.s.                     | 65,7   |                  |             |
| Plzeň       | 1435        | 29-06-1899 | 117               | Plzeňské městské dopravní podniky, a.s.          | 16,9   |                  |             |
| Praag       | 1435        | 23-09-1875 | 991               | Dopravní podnik hl. m. Prahy, akciová společnost | 141    | Tram van Praag   |             |

### Verenigd Koninkrijk
| Plaatsnaam       | Spoorwijdte | Opening    | Aantal voertuigen | Bedrijf                       | Lengte | Artikel               | Opmerkingen |
| ---------------- | ----------- | ---------- | ----------------- | ----------------------------- | ------ | --------------------- | ----------- |
| Birmingham       | 1435        | 31-05-1999 | 29                | Travel Midland Metro          | 22     | West Midlands Metro   |             |
| Blackpool        | 1435        | 20-09-1885 |                   | Blackpool Transport Services  | 17,7   | Blackpool Tramway     |             |
| Brighton         | 825         | 04-08-1883 | 15                |                               | 1,5    |                       |             |
| Douglas          | 914         | 1898       | 62                | Isle of Man Heritage Railways | 27,4   | Manx Electric Railway |             |
| Edinburgh        | 1435        | 31-05-2014 | 27                |                               | 14     |                       |             |
| Londen (Croydon) | 1435        | 10-05-2000 | 30                | Londen Tramlink               | 28     | Tramlink              |             |
| Manchester       | 1435        | 06-04-1992 | 79                | Serco Group                   | 69     | Manchester Metrolink  |             |
| Nottingham       | 1435        | 08-03-2004 | 15                | Tramlink Nottingham           | 14     | Tram van Nottingham   |             |
| Sheffield        | 1435        | 21-03-1994 | 25                | Stagecoach                    | 29     | Sheffield Supertram   |             |

### Wit-Rusland
| Plaatsnaam  | Spoorwijdte | Opening    | Aantal voertuigen | Bedrijf | Lengte | Artikel              | Opmerkingen |
| ----------- | ----------- | ---------- | ----------------- | ------- | ------ | -------------------- | ----------- |
| Masyr       | 1524        | 01-08-1988 |                   |         | 19,6   |                      |             |
| Minsk       | 1524        | 22-05-1892 | 170               |         | 62,8   |                      |             |
| Navapolatsk | 1524        | 21-05-1974 | 33                |         | 11     | Tram van Navapolatsk |             |
| Vitebsk     | 1524        | 30-08-1898 | 102               |         | 75     |                      |             |

### Zweden
| Plaatsnaam | Spoorwijdte | Opening    | Aantal voertuigen | Bedrijf                       | Lengte | Artikel             | Opmerkingen |
| ---------- | ----------- | ---------- | ----------------- | ----------------------------- | ------ | ------------------- | ----------- |
| Göteborg   | 1435        | 24-09-1879 | 250               | Göteborgs Spårvägar AB        | 161    | Tram van Göteborg   |             |
| Norrköping | 1435        | 10-03-1904 | 37                | Östgötatrafiken               | 18,7   | Tram van Norrköping |             |
| Stockholm  | 1435        | 10-07-1877 | 66                | AB Storstockholms Lokaltrafik | 29,9   | Tram van Stockholm  |             |

### Zwitserland
| Plaatsnaam | Spoorwijdte | Opening    | Aantal voertuigen | Bedrijf                                           | Lengte | Artikel         | Opmerkingen |
| ---------- | ----------- | ---------- | ----------------- | ------------------------------------------------- | ------ | --------------- | ----------- |
| Basel      | 1000        | 06-05-1895 | 288               | Basler Verkehrs-Betriebe (BVB)                    | 83     | Tram van Bazel  |             |
| Bern       | 1000        | 01-10-1890 | 83                | Bernmobil, Städtische Verkehrsbetriebe Bern (SVB) | 27,5   | Tram van Bern   |             |
| Genève     | 1000        | 19-06-1862 | 99                | Transports Publics Genevois (TPG)                 | 36     | Tram van Genève |             |
| Lausanne   | 1000        | 01-09-1896 |                   | Transports publics de la région Lausannoise (TL)  | 65,8   |                 |             |
| Lausanne   | 1435        | 24-05-1991 | 17                | Tramway du sud-ouest lausannois TSOL              | 7,8    |                 |             |
| Neuchâtel  | 1000        | 16-09-1892 | 10                | Transports publics du Littoral Neuchâtelois (TN)  | 8,9    |                 |             |
| Zürich     | 1000        | 05-09-1882 | 390               | Verkehrsbetriebe Zürich (VBZ)                     | 109,3  |                 |             |

## Noord-Amerika

### Canada
| Plaatsnaam      | Spoorwijdte | Opening    | Aantal voertuigen | Bedrijf                    | Lengte | Artikel                     | Opmerkingen |
| --------------- | ----------- | ---------- | ----------------- | -------------------------- | ------ | --------------------------- | ----------- |
| Calgary         | 1435        | 27-05-1981 |                   | Calgary Transit            | 48,8   | C-Train                     | 2 lijnen    |
| Edmonton        | 1435        | 23-04-1978 |                   | Edmonton Transit Service   | 37,4   | Edmonton Light Rail Transit | 3 lijnen    |
| Ottawa          | 1435        | 15-10-2001 |                   | OC Transpo                 | 20,5   | O-Train                     | 3 lijnen    |
| Toronto         | 1495        | 11-09-1861 | 204               | Toronto Transit Commission | 75     | Tram van Toronto            | 11 lijnen   |
| Waterloo Region | 1435        | 21-06-2019 | 14                | Grand River Transit        | 19     | Ion rapid transit           |             |

### Mexico
| Plaatsnaam  | Spoorwijdte | Opening    | Aantal voertuigen | Bedrijf | Lengte | Artikel                | Opmerkingen |
| ----------- | ----------- | ---------- | ----------------- | ------- | ------ | ---------------------- | ----------- |
| Mexico-Stad | 1435        | 12-12-1857 |                   |         | 12,8   | Xochimilco Light Rail  |             |
| Guadalajara | 1435        | 25-02-1989 |                   |         | 25     | Guadalajara Light Rail |             |

### Verenigde Staten
| Plaatsnaam        | Spoorwijdte | Opening    | Aantal voertuigen | Bedrijf           | Lengte | Artikel | Opmerkingen |
| ----------------- | ----------- | ---------- | ----------------- | ----------------- | ------ | ------- | ----------- |
| Baltimore         | 1435        | 12-05-1992 |                   | MTA               | 53,1   |         |             |
| Boston            | 1435        | 26-03-1856 | 150               | Green Line (MBTA) | 40,6   |         |             |
| Buffalo           | 1435        | 09-10-1984 |                   |                   | 10,3   |         |             |
| Camden/Trenton    | 1435        | 14-03-2004 | 20                |                   | 50     |         |             |
| Charlotte         | 1435        | 24-11-2007 |                   |                   | 15,4   |         |             |
| Cleveland         | 1435        | 26-07-1884 |                   |                   | 29     |         |             |
| Dallas            | 1435        | 22-07-1989 |                   | DART              | 137    |         |             |
| Houston           | 1435        | 01-01-2004 | 18                |                   | 13     |         |             |
| Jersey City       | 1435        | 15-04-2000 |                   |                   | 33,2   |         |             |
| Los Angeles       | 1435        | 14-07-1990 |                   |                   | 99     |         |             |
| Memphis           | 1435        | 29-04-1993 | 18                | MATA              | 13,3   |         |             |
| Minneapolis       | 1435        | 26-06-2004 | 27                |                   | 19,8   |         |             |
| Newark            | 1435        | 26-05-1935 |                   | RTA New Orleans   | 11,2   |         |             |
| New Orleans       | 1435 1587   | 13-01-1835 |                   |                   |        |         |             |
| Philadelphia      | 1435 1581   | 21-01-1858 |                   |                   | 96,5   |         |             |
| Phoenix (Arizona) | 1435        | 27-12-2008 |                   |                   | 32     |         |             |
| Pittsburgh        | 1581        | 06-08-1859 |                   |                   | 42,2   |         |             |
| Portland          | 1435        | 10-09-2001 | 105               |                   | 92,8   |         |             |
| Sacramento        | 1435        | 12-03-1987 |                   |                   | 62,1   |         |             |
| St. Louis         | 1435        | 31-07-1993 | 87                |                   | 74     |         |             |
| Salt Lake City    | 1435        | 04-12-1999 | 146               |                   | 72,1   |         |             |
| San Diego         | 1435        | 25-04-1981 |                   |                   | 86,1   |         |             |
| San José          | 1435        | 11-12-1987 |                   | VTA               | 67,9   |         |             |
| San Francisco     | 1435        | 04-07-1860 |                   | SFMTA             | 115    |         |             |
| Seattle           | 1435        | 29-05-1982 |                   |                   |        |         |             |
| Tacoma            | 1435        | 22-08-2003 |                   |                   | 2,6    |         |             |

## Zuid-Amerika

### Argentinië
| Plaatsnaam   | Spoorwijdte | Opening    | Aantal voertuigen | Bedrijf                                                    | Lengte | Artikel | Opmerkingen |
| ------------ | ----------- | ---------- | ----------------- | ---------------------------------------------------------- | ------ | ------- | ----------- |
| Buenos Aires | 1435        | 27-08-1987 |                   | Metrovías (Premetro) und Ferrovías (Tram in Puerto Madero) | 7,4    |         |             |
| Mendoza      | 1435        | 08-10-2012 |                   | Metro Tranvia Mendoza                                      | 12,6   |         |             |

### Bolivia
| Plaatsnaam | Spoorwijdte | Opening | Aantal voertuigen    | Bedrijf | Lengte | Artikel             | Opmerkingen                                    |
| ---------- | ----------- | ------- | -------------------- | ------- | ------ | ------------------- | ---------------------------------------------- |
| Cochabamba | 1435        | In 2020 | 12 (in de beginfase) | Mi Tren | 42,1   | Tram van Cochabamba | Twee stadslijnen en één streeklijn; in aanbouw |

### Brazilië
| Plaatsnaam       | Spoorwijdte | Opening    | Aantal voertuigen | Bedrijf | Lengte | Artikel | Opmerkingen |
| ---------------- | ----------- | ---------- | ----------------- | ------- | ------ | ------- | ----------- |
| Campos do Jordão | 1000        | 21-12-1924 |                   |         |        |         |             |
| Cuinba           | 1435        | 00-00-2014 |                   |         | 23     |         | In aanbouw  |
| Itatinga         | 800         | __-01-1958 |                   |         |        |         |             |
| Rio de Janeiro   | 1100        | 30-01-1859 |                   |         |        |         |             |
| Santos           | 1435        | 2017       |                   |         | 11,5   |         |             |

### Ecuador
| Plaatsnaam | Spoorwijdte | Opening    | Aantal voertuigen | Bedrijf | Lengte | Artikel | Opmerkingen |
| ---------- | ----------- | ---------- | ----------------- | ------- | ------ | ------- | ----------- |
| Cunea      | 1435        | 00-00-2014 |                   |         | 14     |         | In aanbouw  |

## Lijst van steden bijzondere tramlijnen
Sommige tramlijnen wijken in meer of mindere mate af van de klassieke tram, die in stedelijk gebied op straat rijdt en in landelijk gebied naast de weg.
Dit overzicht is mogelijk incompleet; u kunt helpen door het uit te breiden.

### Sneltram
- Charlotte: Lynx Blue Line
- Manchester: Manchester Metrolink
- Phoenix: Valley Metro Rail
- Portland: MAX Light Rail
- Randstadrail: op de trajecten van de Hofpleinlijn en Zoetermeer Stadslijn
- Sacramento: Sacramento RT
- Salt Lake City: TRAX (light rail)
- Tunis: Sneltram van Tunis

### Semimetro
- Dallas: DART Light Rail
- Edmonton: Edmonton LRT
- Hannover: Stadtbahn van Hannover
- Krakau: Tram van Krakau
- Málaga: Metro de Málaga
- Newark: Newark Light Rail
- Rouen: Tram van Rouen
- St. Louis: MetroLink[9]

### Premetro
- Brussel: Brusselse premetro
- Stockholm: Tunnelbanan (tot 1950)
- Wenen: U2 (tot 1980)

### Tramtrein
- Karlsruhe: Stadtbahn van Karlsruhe
- Sheffield: Sheffield Supertram
- Saarbrücken: Saarbahn